# Saint-Agnant-de-Versillat
Pour les articles homonymes, voir Saint-Agnant.
Saint-Agnant-de-Versillat est une commune française située dans le département de la Creuse, en région Nouvelle-Aquitaine.
Les habitants de ce village creusois sont les Versillacois.

## Géographie
La commune, située dans un vallon à 310 mètres d'altitude, est traversée par la Sédelle.
| Azérables                   | Bazelat                   | Saint-Germain-Beaupré |
| Vareilles                   | Saint-Agnant-de-Versillat | Saint-Léger-Bridereix |
| Arnac-la-Poste Haute-Vienne | La Souterraine            | Noth                  |

### Climat
Pour des articles plus généraux, voir Climat de la Nouvelle-Aquitaine et Climat de la Creuse.
Historiquement, la commune est dans une zone de transition entre le climat océanique limousin et le climat montagnard.  
En 2020, Météo-France publie une typologie des climats de la France métropolitaine dans laquelle la commune est dans une zone de transition entre le climat océanique altéré et le climat de montagne et est dans la région climatique  Ouest et nord-ouest du Massif Central, caractérisée par une pluviométrie annuelle de 900 à 1 500 mm, maximale en automne et en hiver.
Pour la période 1971-2000, la température annuelle moyenne est de 11,2 °C, avec  une amplitude thermique annuelle de 15,1 °C. Le cumul annuel moyen de précipitations est de 938 mm, avec 12,5 jours de précipitations en janvier et 7,6 jours en juillet. Pour la période 1991-2020, la température moyenne annuelle observée sur la station météorologique la plus proche, située sur la commune de La Souterraine à 5 km à vol d'oiseau, est de 11,5 °C et le cumul annuel moyen de précipitations est de 1 031,4 mm,. Pour l'avenir, les paramètres climatiques de la commune estimés pour 2050 selon différents scénarios d’émission de gaz à effet de serre sont consultables sur un site dédié publié par Météo-France en novembre 2022.

### Milieux naturels et biodiversité

#### Espaces protégés
La protection réglementaire est le mode d’intervention le plus fort pour préserver des espaces naturels remarquables et leur biodiversité associée,
En 2023, il n'existe aucune aire protégée sur le territoire communal.

#### Réseau Natura 2000
Le réseau Natura 2000 est un réseau écologique européen de sites naturels d'intérêt écologique élaboré à partir des directives habitats et oiseaux, constitué de zones spéciales de conservation (ZSC) et de zones de protection spéciale (ZPS).
Il n'existe aucun site Natura 2000 sur la commune.

#### Zones naturelles d'intérêt écologique, faunistique et floristique

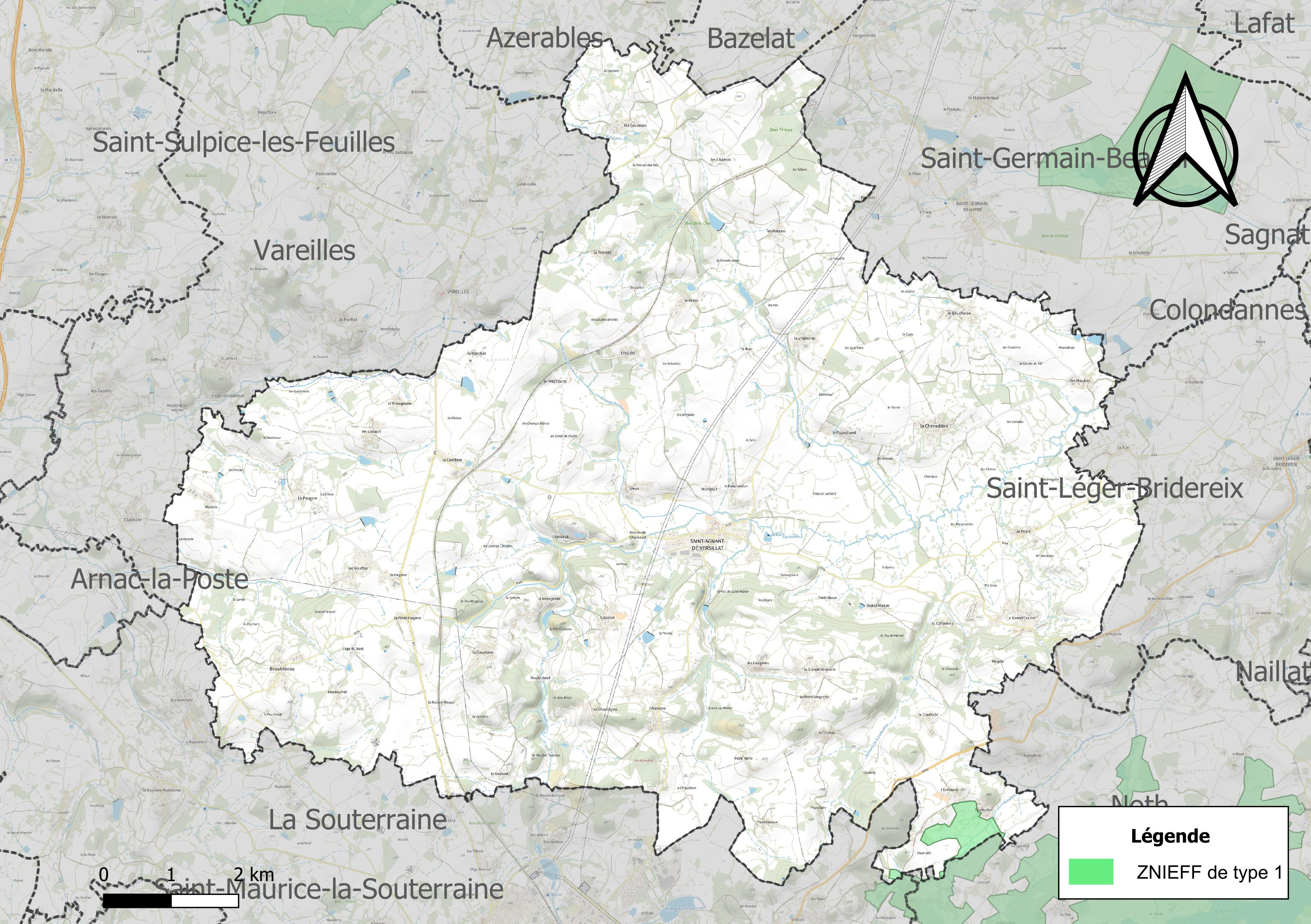
Carte de la ZNIEFF de type 1 à Saint-Agnant-de-Versillat.

L'inventaire des zones naturelles d'intérêt écologique, faunistique et floristique (ZNIEFF) a pour objectif de réaliser une couverture des zones les plus intéressantes sur le plan écologique, essentiellement dans la perspective d’améliorer la connaissance du patrimoine naturel national et de fournir aux différents décideurs un outil d’aide à la prise en compte de l’environnement dans l’aménagement du territoire.
En 2023, une ZNIEFF est recensée sur la commune d’après l'INPN.
Le site « bois, bocage et étang de la Grande Cazine » est une ZNIEFF de type 1 qui s'étend sur 704 hectares, incluant les étangs de la Grande Cazine et de la Petite Cazine ; elle est située majoritairement sur le territoire de Noth (près de 90 %), et très partiellement sur ceux de Lizières, Saint-Agnant-de-Versillat (près de vingt-cinq hectares dans le sud-est de la commune, au sud, au sud-ouest et à l'ouest du lieu-dit Peufévrier, soit 3,5 %) et La Souterraine,.
Cette zone présente une diversité biologique importante avec 168 espèces animales recensées dont treize espèces déterminantes (deux insectes, quatre mammifères, quatre oiseaux et trois poissons), ainsi que 13 espèces végétales dont six déterminantes de plantes phanérogames.

## Urbanisme

### Typologie
Au 1er janvier 2024, Saint-Agnant-de-Versillat est catégorisée commune rurale à habitat très dispersé, selon la nouvelle grille communale de densité à 7 niveaux définie par l'Insee en 2022.
Elle est située hors unité urbaine. Par ailleurs la commune fait partie de l'aire d'attraction de La Souterraine, dont elle est une commune de la couronne,. Cette aire, qui regroupe 12 communes, est catégorisée dans les aires de moins de 50 000 habitants,.

### Occupation des sols
L'occupation des sols de la commune, telle qu'elle ressort de la base de données européenne d’occupation biophysique des sols Corine Land Cover (CLC), est marquée par l'importance des territoires agricoles (89,9 % en 2018), une proportion sensiblement équivalente à celle de 1990 (90 %). La répartition détaillée en 2018 est la suivante : 
prairies (56,9 %), zones agricoles hétérogènes (29,9 %), forêts (9,5 %), terres arables (3,1 %), zones urbanisées (0,5 %). L'évolution de l’occupation des sols de la commune et de ses infrastructures peut être observée sur les différentes représentations cartographiques du territoire : la carte de Cassini (XVIIIe siècle), la carte d'état-major (1820-1866) et les cartes ou photos aériennes de l'IGN pour la période actuelle (1950 à aujourd'hui).

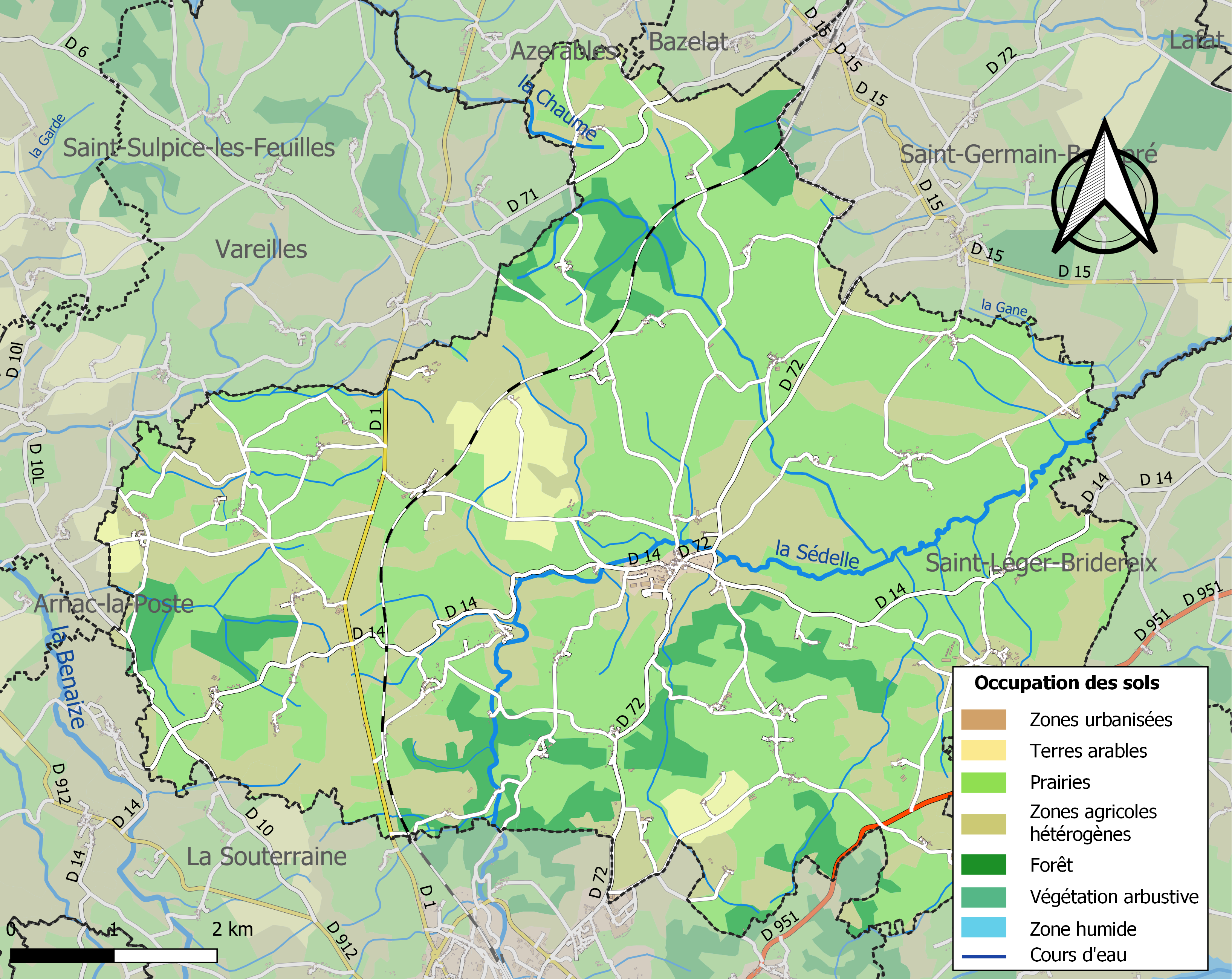
Carte des infrastructures et de l'occupation des sols de la commune en 2018 (CLC).

### Transport routier
- Réseau TransCreuse

### Risques majeurs
Le territoire de la commune de Saint-Agnant-de-Versillat est vulnérable à différents aléas naturels : météorologiques (tempête, orage, neige, grand froid, canicule ou sécheresse) et séisme (sismicité faible). Il est également exposé à un risque technologique,  le transport de matières dangereuses, et à un risque particulier : le risque de radon. Un site publié par le BRGM permet d'évaluer simplement et rapidement les risques d'un bien localisé soit par son adresse soit par le numéro de sa parcelle.

#### Risques naturels

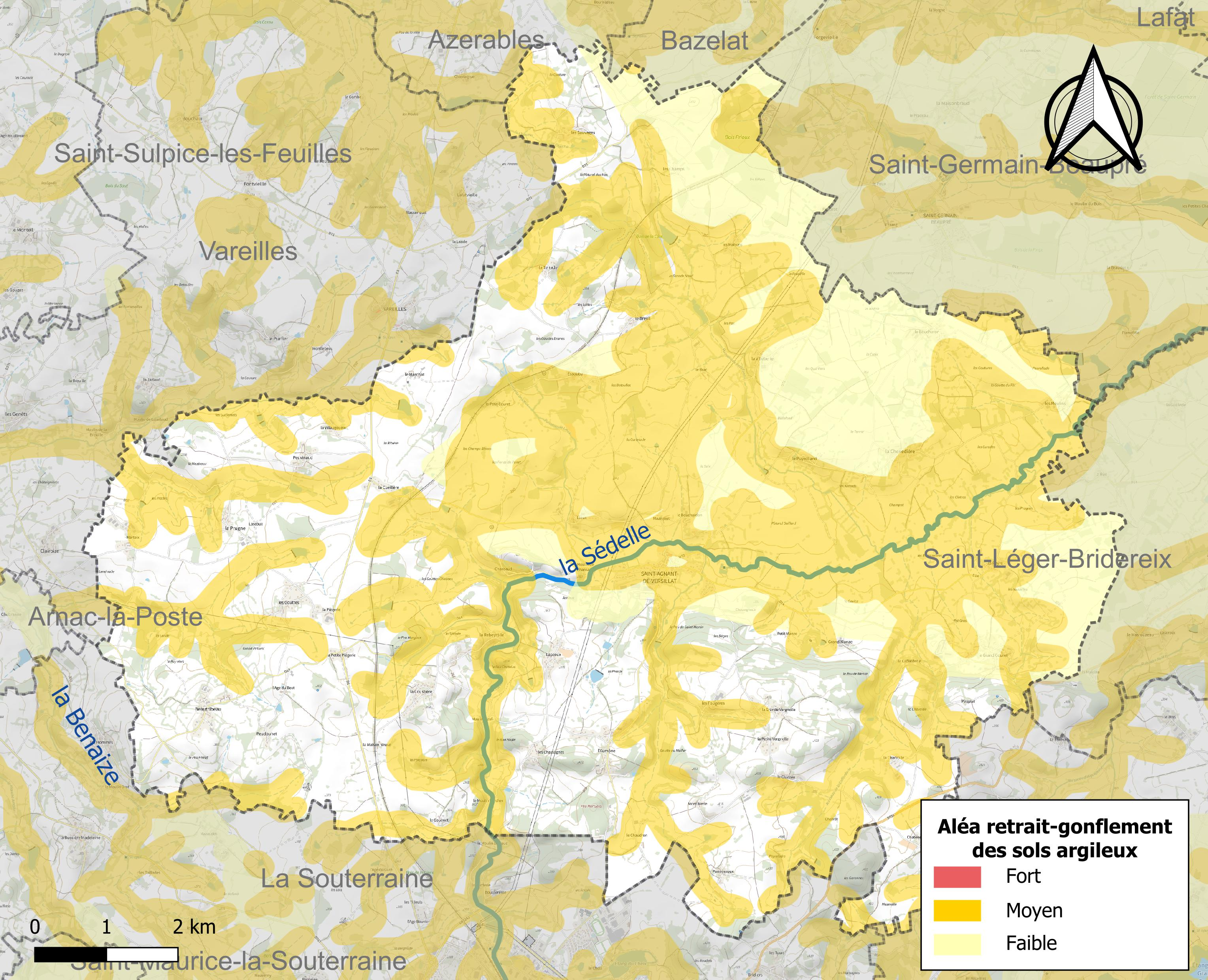
Carte des zones d'aléa retrait-gonflement des sols argileux de Saint-Agnant-de-Versillat.

Le retrait-gonflement des sols argileux est susceptible d'engendrer des dommages importants aux bâtiments en cas d’alternance de périodes de sécheresse et de pluie. 52 % de la superficie communale est en aléa moyen ou fort (33,6 % au niveau départemental et 48,5 % au niveau national). Sur les 656 bâtiments dénombrés sur la commune en 2019,  275 sont en aléa moyen ou fort, soit 42 %, à comparer aux 25 % au niveau départemental et 54 % au niveau national. Une cartographie de l'exposition du territoire national au retrait gonflement des sols argileux est disponible sur le site du BRGM,.
Par ailleurs, afin de mieux appréhender le risque d’affaissement de terrain, l'inventaire national des cavités souterraines permet de localiser celles situées sur la commune.
La commune a été reconnue en état de catastrophe naturelle au titre des dommages causés par les inondations et coulées de boue survenues en 1982 et 1999. Concernant les mouvements de terrains, la commune a été reconnue en état de catastrophe naturelle au titre des dommages causés par la sécheresse en 2019 et par des mouvements de terrain en 1999.

#### Risques technologiques
Le risque de transport de matières dangereuses sur la commune est lié à sa traversée par une ou des infrastructures routières ou ferroviaires importantes ou la présence d'une canalisation de transport d'hydrocarbures. Un accident se produisant sur de telles infrastructures est susceptible d’avoir des effets graves sur les biens, les personnes ou l'environnement, selon la nature du matériau transporté. Des dispositions d’urbanisme peuvent être préconisées en conséquence.

#### Risque particulier
Dans plusieurs parties du territoire national, le radon, accumulé dans certains logements ou autres locaux, peut constituer une source significative d’exposition de la population aux rayonnements ionisants. Certaines communes du département sont concernées par le risque radon à un niveau plus ou moins élevé. Selon la classification de 2018, la commune de Saint-Agnant-de-Versillat est classée en zone 3, à savoir zone à potentiel radon significatif.

## Toponymie
Durant la Révolution, la commune porte le nom de Versillat-le-Marat.

## Histoire
Avant la Révolution française, il y avait deux paroisses : Saint-Agnant de Versillat et Saint-Étienne-de-Versillat.

## Politique et administration

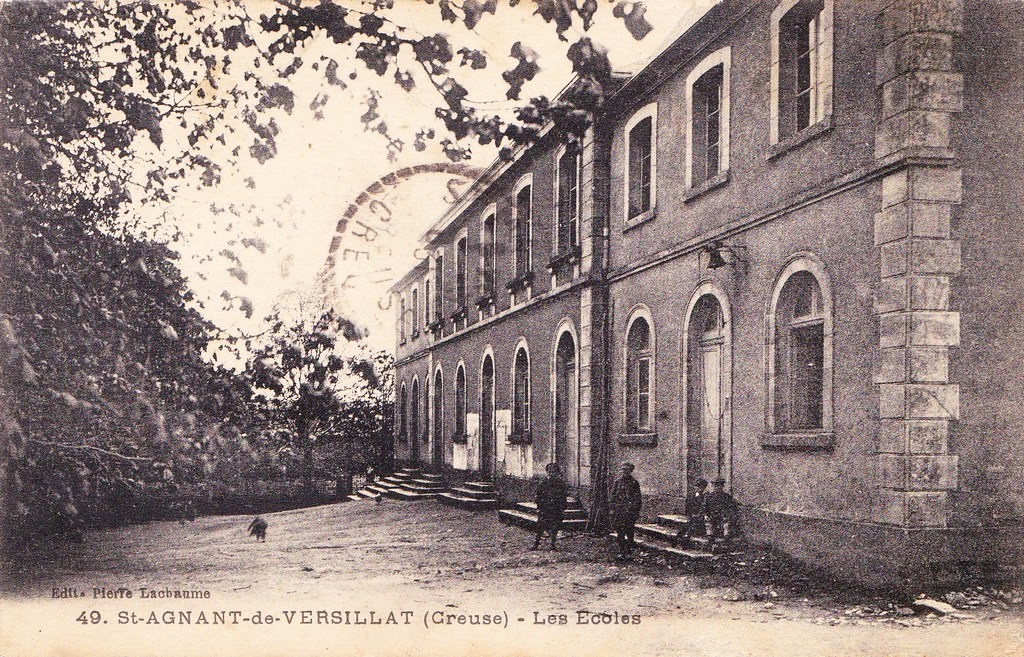
Carte postale des écoles vers 1910.

### Liste des maires
| Période                                  | Période  | Identité                  | Étiquette | Qualité                                                   |
| ---------------------------------------- | -------- | ------------------------- | --------- | --------------------------------------------------------- |
| mars 1792                                | 1825     | Jean Baptiste Petit       |           |                                                           |
| mars 1826                                | 1853     | Charles Gédéon Petit      |           |                                                           |
| mars 1853                                | 1866     | Jean Baptiste Maisonneuve |           |                                                           |
| mars 1866                                | 1870     | Jean Boussardon           |           |                                                           |
| mars 1870                                | 1871     | Hyacinthe Charbonnelle    |           |                                                           |
| octobre 1871                             | 1878     | Jean Boussardon           |           |                                                           |
| mars 1878                                | 1884     | Hyacinthe Charbonnelle    |           |                                                           |
| mars 1884                                | 1886     | Silvain Adolphe Bouyer    |           |                                                           |
| mars 1886                                | 1888     | Alexandre Dupuis          |           |                                                           |
| mars 1888                                | 1896     | Justinien Maisonneuve     |           |                                                           |
| mai 1896                                 | 1904     | Cyprien Boismandé         |           |                                                           |
| mai 1904                                 | 1919     | Célestin Dunet            |           |                                                           |
| décembre 1919                            | 1925     | Georges Dubrac            |           | notaire                                                   |
| mars 1926                                | 1940     | Henri Nicaud              |           | agriculteur                                               |
| mars 1940                                | 1944     | Adolphe Dunet             |           | agriculteur                                               |
| mars 1944                                | 1946     | Ernest Dubranle           |           |                                                           |
| mars 1946                                | 1947     | Arthur Peyrat             |           | charpentier                                               |
| octobre 1947                             | 1963     | Alexis Gomez              |           | forgeron                                                  |
| mars 1963                                | 1977     | René Berger               |           | agriculteur                                               |
| mars 1977                                | 1983     | Émile Jouannet            | PCF       | directeur d'exploitation                                  |
| mars 1983                                | 1988     | Lucien Piau               |           | retraité                                                  |
| septembre 1988                           | 2001     | Michel Pichon             |           | directeur d'exploitation                                  |
| mars 2001                                | 2008     | Françoise Marguinaud      |           | commerçante                                               |
| mars 2008                                | En cours | Pierre Decoursier         | dvg       | directeur FJT, vice-président de la CC du Pays Sostranien |
| Les données manquantes sont à compléter. |          |                           |           |                                                           |

## Démographie
L'évolution du nombre d'habitants est connue à travers les recensements de la population effectués dans la commune depuis 1793. Pour les communes de moins de 10 000 habitants, une enquête de recensement portant sur toute la population est réalisée tous les cinq ans, les populations de référence des années intermédiaires étant quant à elles estimées par interpolation ou extrapolation. Pour la commune, le premier recensement exhaustif entrant dans le cadre du nouveau dispositif a été réalisé en 2008.

En 2022, la commune comptait 1 059 habitants, en évolution de −3,64 % par rapport à 2016 (Creuse : −3,32 %, France hors Mayotte : +2,11 %).
| 1793  | 1800  | 1806  | 1821  | 1831  | 1836  | 1841  | 1846  | 1851  |
| ----- | ----- | ----- | ----- | ----- | ----- | ----- | ----- | ----- |
| 1 426 | 1 436 | 1 426 | 1 755 | 2 217 | 2 182 | 2 162 | 2 279 | 2 252 |

| 1856  | 1861  | 1866  | 1872  | 1876  | 1881  | 1886  | 1891  | 1896  |
| ----- | ----- | ----- | ----- | ----- | ----- | ----- | ----- | ----- |
| 2 220 | 2 108 | 2 213 | 2 035 | 2 040 | 1 962 | 2 098 | 2 091 | 2 074 |

| 1901  | 1906  | 1911  | 1921  | 1926  | 1931  | 1936  | 1946  | 1954  |
| ----- | ----- | ----- | ----- | ----- | ----- | ----- | ----- | ----- |
| 2 035 | 2 041 | 1 989 | 1 706 | 1 707 | 1 589 | 1 552 | 1 487 | 1 383 |

| 1962  | 1968  | 1975  | 1982  | 1990  | 1999  | 2006  | 2008  | 2013  |
| ----- | ----- | ----- | ----- | ----- | ----- | ----- | ----- | ----- |
| 1 333 | 1 253 | 1 168 | 1 067 | 1 115 | 1 100 | 1 121 | 1 127 | 1 112 |

| 2018  | 2022  | - | - | - | - | - | - | - |
| ----- | ----- | - | - | - | - | - | - | - |
| 1 089 | 1 059 | - | - | - | - | - | - | - |

## Économie
L'agriculture et en particulier l'élevage bovin constitue la principale activité de la commune.
On trouve également plusieurs vergers qui bénéficient de l'AOP pomme du Limousin.
L'économie de la commune est également marquée par la présence d'une menuiserie industrielle qui emploie une centaine de personnes.

## Enseignement
- école maternelle publique
- école élémentaire publique

## Loisirs et événements

### Marché et foire
- Brocante : chaque année une brocante est organisée le troisième samedi de juillet.
- Marché de Noël : organisé le premier samedi de décembre par l'association Versillat Loisir et Culture (VLC), il rassemble une vingtaine de producteurs régionaux. Parallèlement à ce marché se tient la Corrida de Noël. Il s'agit d'une course pédestre ouverte à tous et dont les participants sont invités à se déguiser.

### Associations
- Union Sportive Versillacoise : Club de football
- Versillat Loisir et Culture:
- Les Amis de la gym
- Le Foyer Rural
- L'ArmandAlys

## Culture et patrimoine

### Lieux et monuments

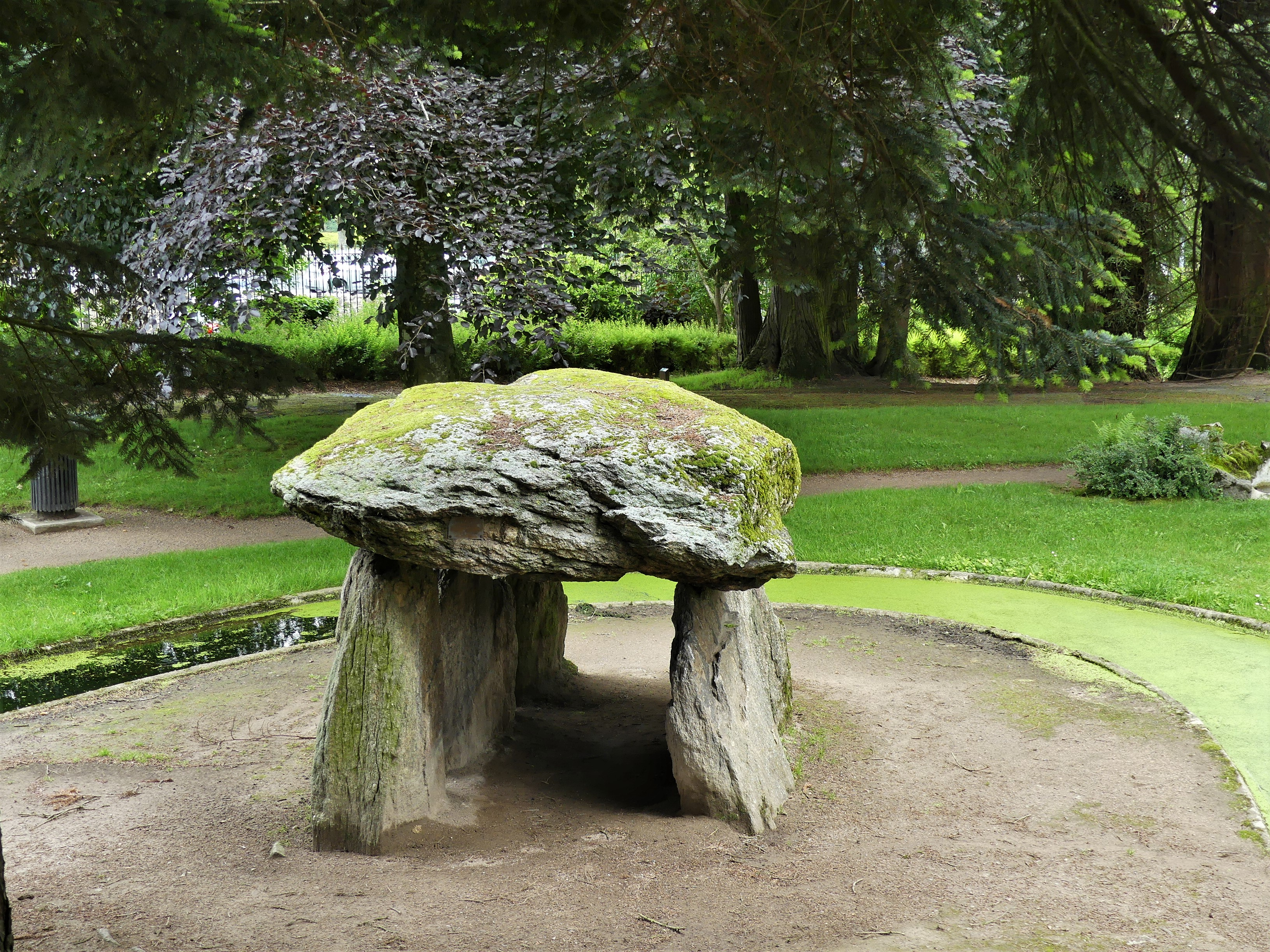
Le dolmen de la Chadrolle dans le parc de la Sénatorerie à Guéret.

- Dolmen de la Chadrolle  En 1911, il a été démonté pour être transféré à Guéret, chef-lieu du département, dans le jardin public qui jouxte le Musée d'Art et d'Archéologie.
- Dolmen de la Pierre Peuplat.
- Église Saint-Agnan de Saint-Agnant-de-Versillat inscrite au titre des monuments historiques en 1933[31].
- Monument aux morts
- Lanterne des morts inscrite au titre des monuments historiques en 1926[32].

### Personnalités liées à la commune
- Eugène Pesas, né à Versillat en 1866. Études vétérinaires à Toulouse. Chercheur (et découveur) du vaccin de la peste équine. Teste ses recherches d'abord au Maroc, où sévit une forte épidémie, puis en Annam. Est approché par l'Institut Pasteur (Alexandre Yersin) qui tente de récupérer ses travaux. Il refuse. Meurt en 1897 à 31 ans, à Nha Trang, vraisemblablement empoisonné. Sa correspondance est conservée par sa famille, et particulièrement ses derniers écrits décrivant les pressions de l'équipe pasteurienne de l'Annam.